# Agalinis tenuifolia
Agalinis tenuifolia là loài thực vật có hoa thuộc họ Cỏ chổi. Loài này được (Vahl) Raf mô tả khoa học lần đầu tiên vào năm 1837.

## Hình ảnh

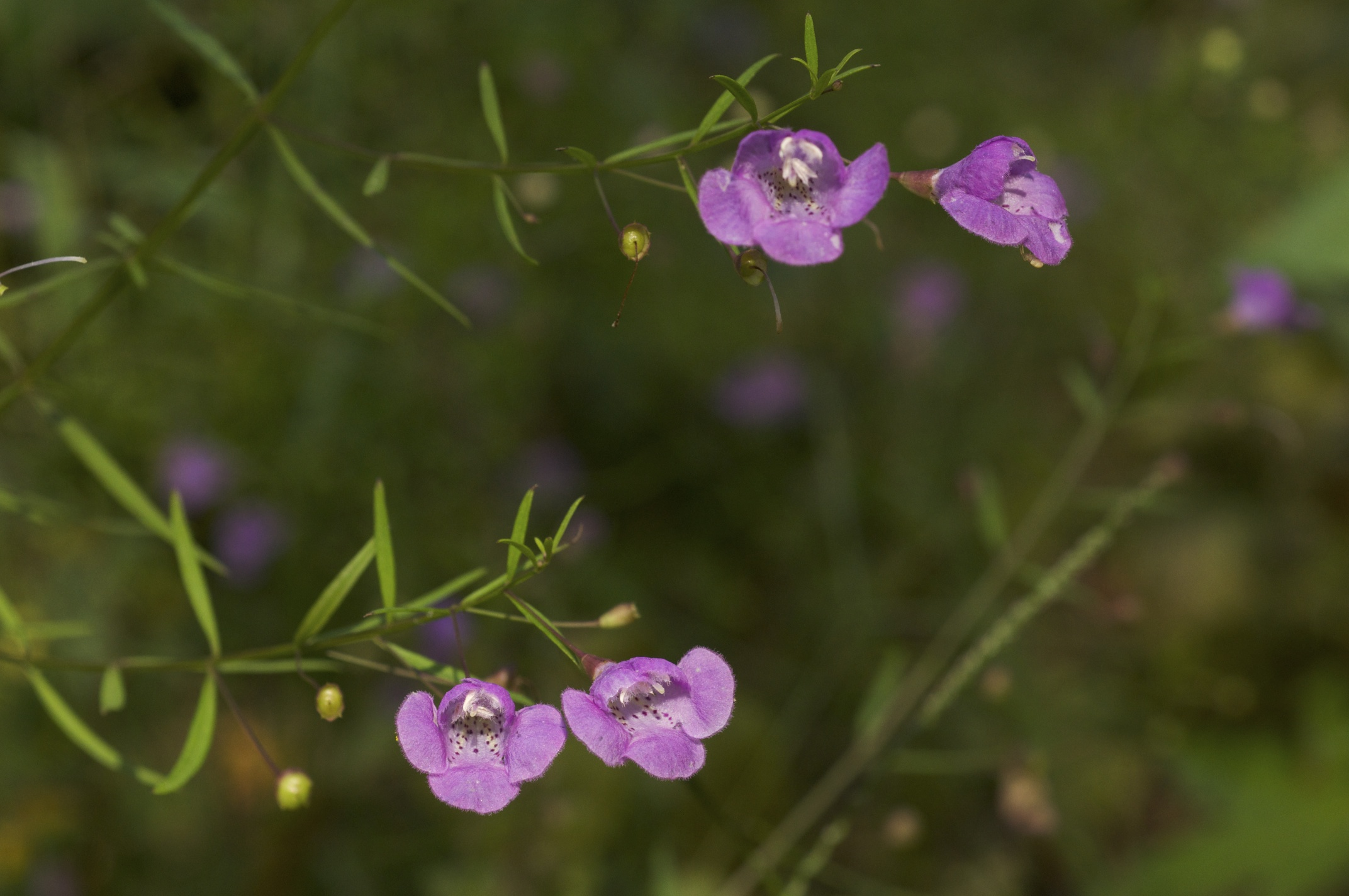
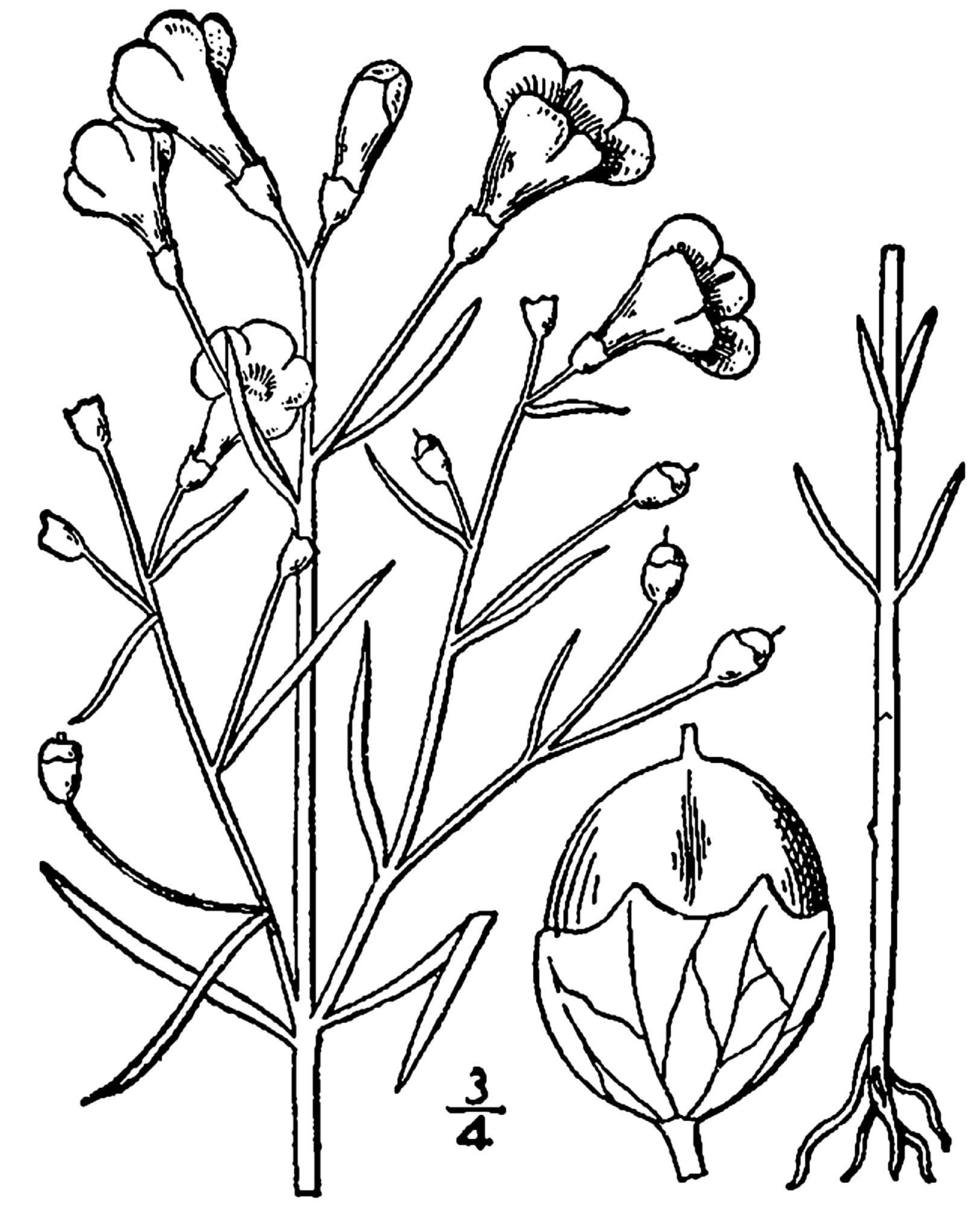
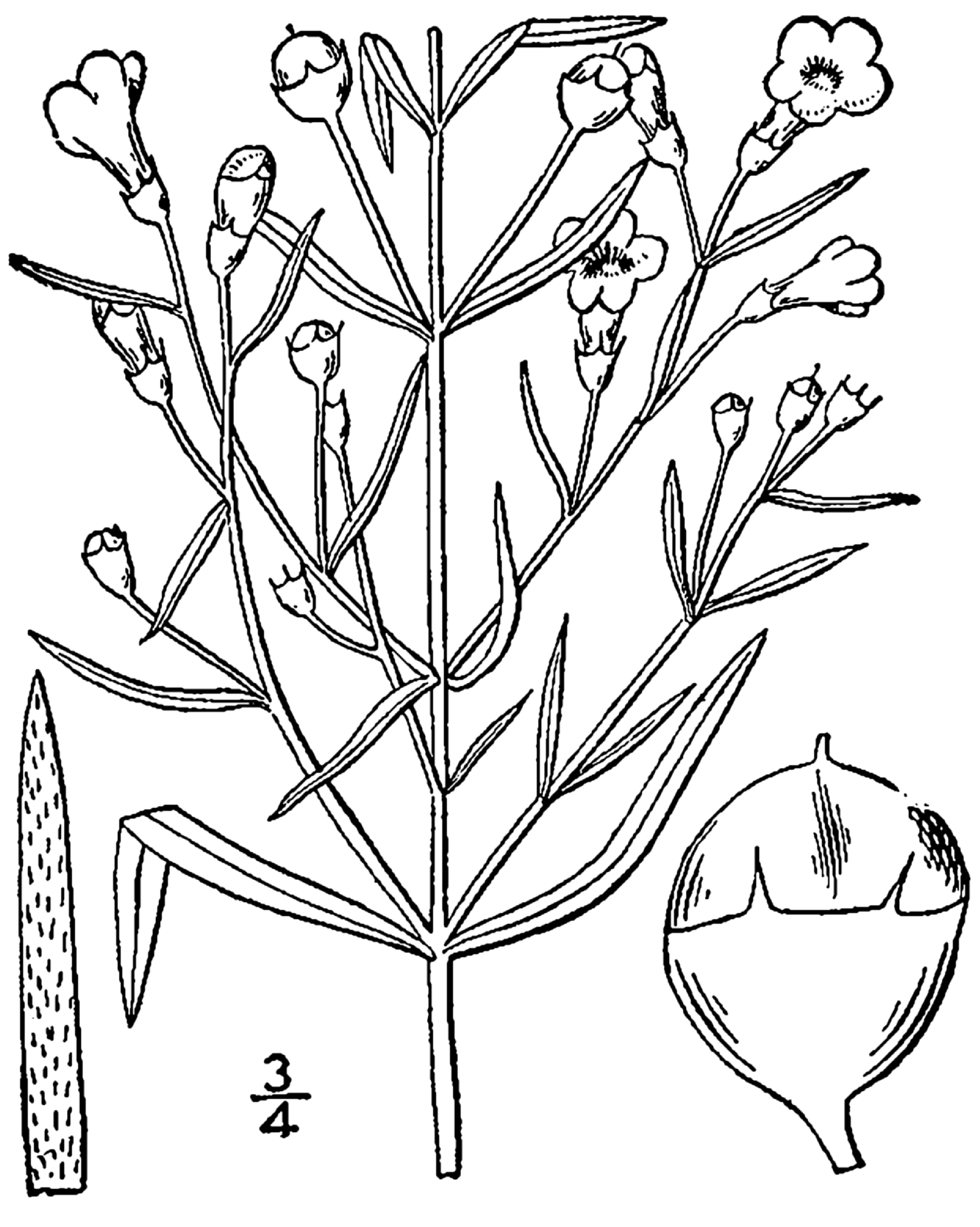
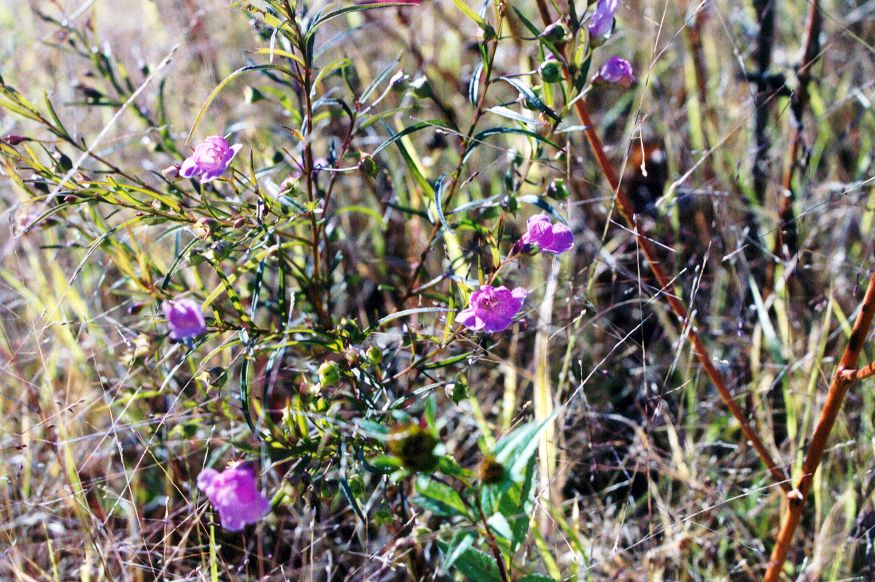